# Santa Lucía (La Pola de Gordón)
Santa Lucía de Gordón es una localidad española, perteneciente al municipio de La Pola de Gordón, en la provincia de León y la comarca de la Montaña Central, en la comunidad autónoma de Castilla y León. Posee una estación de ferrocarril en la línea que une León con Gijón, contando con servicios regionales entre ambas ciudades.

## Geografía
Situada sobre el río Bernesga, los terrenos de Santa Lucía de Gordón limitan con los de Ciñera y La Vid de Gordón al norte, Villar del Puerto, Valle de Vegacervera y Vegacervera al noreste, Villalfeide, Serrilla y Matallana de Torío al este, Orzonaga y Llombera al sureste, Peredilla y Puente de Alba al sur, Huergas de Gordón y La Pola de Gordón al suroeste, Vega de Gordón y Cabornera al oeste y Buiza al noroeste.

## Historia
De los más antiguos pues ya figura documentado junto con Folledo y Huergas en el testamento de Alfonso III de Asturias del año 905.
Dentro de los términos de Santa Lucía hubo en la antigüedad dos poblados, el de la Faya de Arriba y el de la Falla de Abajo, el primero limitando con Llombera y el segundo con Vega, contaba Santa Lucía con un caserío en el lugar llamado San Miguel, donde se encontraba una ermita en el sitio de Peña Cavera, hacia los lugares del actual cementerio.
Hacia las vertientes septentrionales del Cueto de San Mateo existía un poblado llamado San Juan de Villardefrades pues se encuentra documentado en un escrito de 1490.
Figura entre los pueblos registrados por el catastro del marqués de Ensenada en 1753.
- Datos de Miñano (1797): 90 habitantes
- Datos de Madoz (1850): 90 habitantes
- Datos de Mourille (1920): 1340 habitantes

Perteneció al antiguo Concejo de Gordón.
El 28 de octubre de 2013 un escape de gas grisú en el Pozo Emilio del Valle provoca la muerte a 6 mineros y 5 graves todos ellos trabajadores de la empresa Hullera Vasco-Leonesa.

## Economía
La principal actividad económica de Santa Lucía es la minería.

## Fiestas
La fiesta de la Patrona es el día 13 de diciembre, Santa Lucía. La fiesta de verano se celebra a mediados del mes de julio.
Debido a su carácter minero, el 4 de diciembre se celebra de Santa Bárbara, patrona de los mineros.
Son muy conocidas en la Comarca de Gordón sus procesiones de Semana Santa en la que las cofradías de "el Encuentro de la Pasión" y la cofradía de "la Hermandad del Santísimo Cristo de la Victoria" sacan a relucir sus mejores pasos.